# Yumble Roermond
Yumble Roermond (of kortweg Yumble) was een pretpark in de gemeente Roermond te Nederland. Het park werd gepresenteerd als "attractiepark van de toekomst" vanwege de attracties die op zeer moderne projectietechnieken en 3D-effecten waren gebaseerd. Er was een investering van 22 miljoen euro gemoeid met de bouw van het project. Na tegenvallende bezoekerscijfers en financiële problemen is het pretpark na precies 4 maanden open te zijn geweest, failliet verklaard. Yumble liet een schuld van minstens 7,5 miljoen euro achter waarvan 4,2 miljoen aan Rabobank. Ook de opvolger van Yumble, het lichtjesfestival Magic World of Lights, redde het niet. Deze ging vijf weken na opening alweer dicht omdat ook dit keer de bezoekers wegbleven. Kortom, zowel een pretpark als een lichtjesfestival sloegen op deze plek niet aan. De loods wordt nu gebruikt als distributiecentrum voor een nabijgelegen outletcentrum. 